# Siseme xanthogramma
Siseme xanthogramma är en fjärilsart som beskrevs av Bates 1868. Siseme xanthogramma ingår i släktet Siseme och familjen Riodinidae. Inga underarter finns listade i Catalogue of Life.